# Selenops morosus
Selenops morosus là một loài nhện trong họ Selenopidae.
Loài này phân bố ở México.
Loài này thuộc chi Selenops. Selenops morosus được Richard C. Banks miêu tả năm 1898.